# Dicranomyia (Dicranomyia) flavocincta
Dicranomyia (Dicranomyia) flavocincta is een tweevleugelige uit de familie steltmuggen (Limoniidae). De soort komt voor in het Oriëntaals gebied.